# South Hill (Virgínia)
South Hill és una població dels Estats Units a l'estat de Virgínia. Segons el cens del 2006 tenia 4.608 habitants.

## Demografia
Segons el cens del 2000, South Hill tenia 4.403 habitants, 1.809 habitatges, i 1.190 famílies. La densitat de població era de 269 habitants per km².
Dels 1.809 habitatges en un 27,8% hi vivien nens de menys de 18 anys, en un 43,7% hi vivien parelles casades, en un 18,6% dones solteres, i en un 34,2% no eren unitats familiars. En el 30% dels habitatges hi vivien persones soles el 13,8% de les quals corresponia a persones de 65 anys o més que vivien soles. El nombre mitjà de persones vivint en cada habitatge era de 2,33 i el nombre mitjà de persones que vivien en cada família era de 2,88.
Per edats la població es repartia de la següent manera: un 23,2% tenia menys de 18 anys, un 7,6% entre 18 i 24, un 26,3% entre 25 i 44, un 23% de 45 a 60 i un 19,9% 65 anys o més.
L'edat mediana era de 40 anys. Per cada 100 dones de 18 o més anys hi havia 70,5 homes.
La renda mediana per habitatge era de 31.078$ i la renda mediana per família de 38.156$. Els homes tenien una renda mediana de 30.128$ mentre que les dones 21.996$. La renda per capita de la població era de 19.319$. Entorn del 14,3% de les famílies i el 18,8% de la població estaven per davall del llindar de pobresa.

## Poblacions més properes
El següent diagrama mostra les poblacions més properes.